# 下山芸術の森発電所美術館
下山芸術の森発電所美術館（にざやまげいじゅつのもりはつでんしょびじゅつかん、Nizayama Forest Art Museum）は、富山県下新川郡入善町下山にある公立美術館。富山県博物館協会会員。

## 概要
1925年（大正14年）に建設され、黒東合口用水の改修のため解体予定であった赤レンガ製の旧黒部川第二発電所を入善町が所有者であった北陸電力から無償で借り受け、これを入善町が新しいアートの拠点に改装し、1995年（平成7年）4月15日に開業した。
内部は導水管を展示空間として利用するなど、出来る限り発電所の面影を残すよう改装されている。常設展示は無く、年に4回の企画展を運営する形態を採っている。
延床面積は482m2、床はコンクリート製、天井までの高さ10m、裏には直径2mの通水管が3本、上には広さ95m2の赤レンガ製水槽上屋がある。なお、この水槽上屋は、レストラン『ポンヌ・マム』を経て。2021年（令和3年）3月末より、カフェ『くりこども飯店』となっている。
1996年12月に国の登録有形文化財に登録されている他、ヘリテージング100選にも選定されている。

## 周辺
周辺は『下山芸術の森』となっており、美術館前にはゲート棟や彫刻広場、芝生広場が整備されている。また、美術館から階段で河岸段丘を登った台地上に、彫刻広場、カフェ、展望広場、展望塔、宿泊棟、アトリエなどがある。

## 開館時間および観覧料、駐車場
開館時間
- 9時00分から17時00分まで（入館は午後4時30分まで）

休館日
- 年末年始休館など月曜日（祝日・振替休日の場合翌日）、祝日の翌日（祝日・休日を除く）、展示替え期間中、年末年始

観覧料
- 一般600円、高校・大学生300円など。中学生以下などは無料。

駐車場
約30台

## アクセス
鉄道
- あいの風とやま鉄道入善駅からタクシーで10分
- 北陸新幹線黒部宇奈月温泉駅からタクシーで15分
- 北陸自動車道黒部インターチェンジから車で15分